# دولت زیرزمینی لهستان
دولت زیرزمینی لهستان (به لهستانی:  Polskie Państwo Podziemne) معروف به دولت مخفی لهستان، اصطلاحی است که برای نام بردن از همه گروه‌های نظامی و غیرنظامی وفادار به دولت در تبعید لهستان که عضوی از جنبش مقاومت لهستان در جنگ جهانی دوم بودند به کار می‌رود. اولین پایه‌های دولت مخفی در روزهای آخر سپتامبر ۱۹۳۹ هنگامی که تهاجم به لهستان به مراحل پایانی خود نزدیک می‌شد گذاشته شد. دولت زیرزمینی از طرف هوادارانش به عنوان ادامه قانونی دولت پیش از جنگ لهستان که در حال تلاش برای رهایی کشور از دست آلمان نازی و شوروی است شناخته می‌شد. دولت زیرزمینی نه تنها شامل یکی از بزرگ‌ترین نیروهای مقاومت در جنگ جهانی که در بردارنده واحدهای آموزشی، فرهنگی و اجتماعی بود.
دولت زیر زمینی اگرچه در قسمت اعظم جنگ جهانی از حمایت و اقبال گسترده برخوردار بود اما هیچگاه از طرف کمونیست‌ها به رسمیت شناخته نشد اما نیروهای راست افراطی پس از اشغال کشور به سرعت جذب آن شدند. دولت شوروی در ۱۹۴۴ وارد خاک لهستان شد و کمیته آزادی‌بخش ملی لهستان را که دست نشانده خود بود، تأسیس کرد تا مطمئن شود آینده لهستان پس از جنگ متعلق به طرفداران شوروی است. با نزدیک شدن به پایان جنگ و عدم تمایل متفقین غربی برای کمک به دولت زیر زمینی لهستان، کمونیست‌ها قدرت را در لهستان قبضه کردند و بسیاری از اعضا دولت مخفی نیز به بهانه خیانت اعدام یا زندانی شدند. در این شرایط که کشور به سمت بحران در حال حرکت بود، دولت زیر زمینی لهستان برای جلوگیری از جنگ داخلی انحلال خود را در نیمه ابتدای سال ۱۹۴۵ اعلام کرد.
در طول حیات دولت زیر زمینی صدها هزار لهستانی در شاخه‌های مختلف آن فعالیت داشتند و میلیون‌ها نفر شهروند هم از این سازمان حمایت می‌کردند، برای نمونه طبق تخمین‌ها به تنهایی نیم میلیون نفر فقط در ارتش میهنی عضویت داشتند. علت تشکیل این سازمان گسترده و زیر شاخه‌های عظیمش مقابله با اشغال غیرقانونی کشور توسط دشمنان بود، رفتارهای خشن اشغال گران هم، که قصد نابودی فرهنگ و تمدن ملت لهستان و حتی نسل‌کشی لهستانی‌ها را داشتند هم به گسترش این مقاومت کمک می‌کرد.
در طول دوران جنگ سرد دولت کمونیستی سعی کرد با پر رنگ کردن نقش نیروهای کمونیستی در مقابله با اشغال لهستان توسط نازی‌ها نقش دولت مخفی را کاهش بدهد. از همین رو تا همین اواخر هم عمده پژوهش‌ها پیرامون این سازمان توسط لهستانی‌های خارج نشین انجام شده‌است.